# Ракель Меллер — Прощальный ужин
«Ракель Меллер — Прощальный ужин» — совместная концертная программа Александра Ф. Скляра («Ва-БанкЪ») и Глеба Самойлова («Агата Кристи») по песням Александра Вертинского.

## О проекте

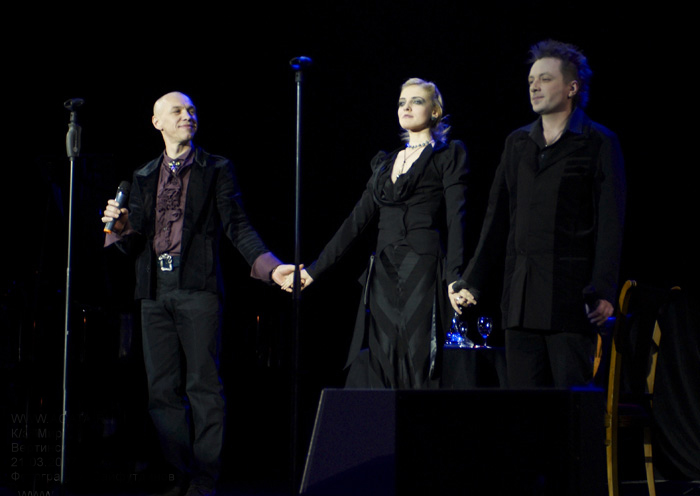
Сцена из спектакля

Рок-музыканты, выступая в неожиданном для части зрителей амплуа,  перевоплотились в персонажей и лирических героев «ариеток» Вертинского, «отразили» в себе сегодняшних его сюжеты.   
По очереди исполняя свои любимые песни Вертинского, они словно вдыхали жизнь в образ легендарного шансонье. Артисты  сознательно отказались от акцента на каком-либо конкретном времени: на сцене было создано собственное вневременное пространство.   
Премьера состоялась 1 и 2 декабря 2005 года в ЦДХ, спектакль был показан в Москве, Санкт-Петербурге, Екатеринбурге, Минске и Киеве, вызвал интерес прессы и неоднозначные, часто противоречивые, отзывы.

## Участники
- Глеб Самойлов[15]
- Александр Ф. Скляр[16]
- Алеся Маньковская
- Александр Белоносов[17]
- «Романтик-Квартет»[18]
- Художники — Анна Чистова и Марина Эндоурова[19]

## Список композиций
| Название                    | Автор(ы)                     | Исполняет                         |
| --------------------------- | ---------------------------- | --------------------------------- |
| Бразильский крейсер         | И. Северянин, А. Вертинский  | Александр Ф. Скляр                |
| В синем и далёком океане... | А. Вертинский                | Глеб Самойлов                     |
| Джимми-пират                | А. Вертинский                | Александр Ф. Скляр                |
| Белый пароходик             | Б. Поплавский, А. Вертинский | Глеб Самойлов                     |
| Матросы                     | Б. Даев, А. Вертинский       | Александр Ф. Скляр                |
| Баллада о короле            | Н. Агнивцев, А. Вертинский   | Глеб Самойлов                     |
| Чёрный карлик               | Тэффи, А. Вертинский         | Александр Ф. Скляр, Глеб Самойлов |
| 14 июля                     | М. Волошин, А. Вертинский    | Александр Ф. Скляр, Глеб Самойлов |
| Ракель Меллер               | А. Вертинский                | Александр Ф. Скляр, Глеб Самойлов |
| Наши встречи                | В. Кривич, А. Вертинский     | Александр Ф. Скляр                |
| Не было измены              | Г. Иванов, А. Вертинский     | Глеб Самойлов                     |
| Жёлтый ангел                | А. Вертинский                | Александр Ф. Скляр                |
| Джонни                      | В. Инбер, А. Вертинский      | Глеб Самойлов                     |
| Испано-Сюиза                | А. Вертинский                | Александр Ф. Скляр                |
| Над розовым морем           | Г. Иванов, А. Вертинский     | Глеб Самойлов                     |
| Палестинское танго          | А. Вертинский                | Александр Ф. Скляр                |
| Прощальный ужин             | А. Вертинский                | Глеб Самойлов, Александр Ф. Скляр |

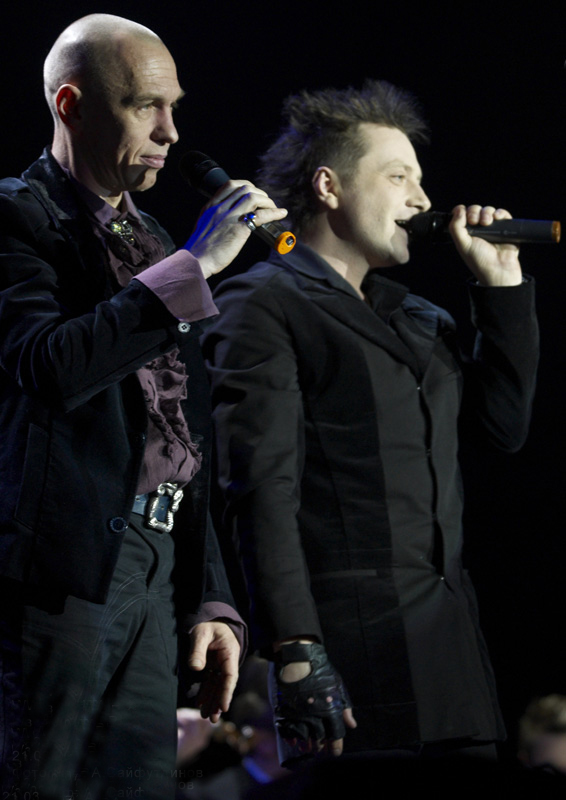
Александр Ф. Скляр и Глеб Самойлов. Сцена из спектакля

На представлении, состоявшемся в концертном зале «Мир» в Москве 21 марта 2007 года, были добавлены «Рождество» и «Лиловый негр» в исполнении Глеба Самойлова,  «Дым без огня» и «Мадам, уже падают листья» в исполнении Александра Ф. Скляра.